# Saint-Maurice (Nièvre)
Saint-Maurice és un municipi francès, situat al departament del Nièvre i a la regió de Borgonya - Franc Comtat. L'any 2007 tenia 60 habitants.

## Demografia

### Població
El 2007 la població de fet de Saint-Maurice era de 60 persones. Hi havia 28 famílies, de les quals 12 eren unipersonals (8 homes vivint sols i 4 dones vivint soles), 8 parelles sense fills i 8 parelles amb fills.
La població ha evolucionat segons el següent gràfic:
Habitants censats

### Habitatges
El 2007 hi havia 57 habitatges, 29 eren l'habitatge principal de la família, 25 eren segones residències i 3 estaven desocupats. 56 eren cases i 1 era un apartament. Dels 29 habitatges principals, 23 estaven ocupats pels seus propietaris, 5 estaven llogats i ocupats pels llogaters i 1 estava cedit a títol gratuït; 4 tenien dues cambres, 6 en tenien tres, 9 en tenien quatre i 10 en tenien cinc o més. 15 habitatges disposaven pel capbaix d'una plaça de pàrquing. A 12 habitatges hi havia un automòbil i a 15 n'hi havia dos o més.

### Piràmide de població
La piràmide de població per edats i sexe el 2009 era:
| Homes | Edats   | Dones |
| ----- | ------- | ----- |
| 0     | 95 o +  | 0     |
| 0     | 90 a 94 | 0     |
| 0     | 85 a 89 | 0     |
| 0     | 80 a 84 | 4     |
| 4     | 75 a 79 | 4     |
| 0     | 70 a 74 | 0     |
| 4     | 65 a 69 | 0     |
| 0     | 60 a 64 | 0     |
| 0     | 55 a 59 | 0     |
| 4     | 50 a 54 | 4     |
| 4     | 45 a 49 | 0     |
| 0     | 40 a 44 | 0     |
| 0     | 35 a 39 | 4     |
| 8     | 30 a 34 | 0     |
| 0     | 25 a 29 | 0     |
| 0     | 20 a 24 | 0     |
| 0     | 15 a 19 | 0     |
| 4     | 10 a 14 | 0     |
| 0     | 5 a 9   | 8     |
| 0     | 0 a 4   | 0     |

## Economia
El 2007 la població en edat de treballar era de 37 persones, 28 eren actives i 9 eren inactives. De les 28 persones actives 27 estaven ocupades (17 homes i 10 dones) i 1 aturada (1 home). De les 9 persones inactives 3 estaven jubilades, 5 estaven estudiant i 1 estava classificada com a «altres inactius».
Activitats econòmiques
L'any 2000 a Saint-Maurice hi havia 6 explotacions agrícoles que ocupaven un total de 840 hectàrees.

## Poblacions més properes
El següent diagrama mostra les poblacions més properes.